# Megaraneus gabonensis
Genre
Espèce
Synonymes
- Epeira gabonensis Lucas, 1858
- Epeira angolensis Brito Capello, 1866
- Epeira chinchoxensis Karsch, 1879
- Aranea basilissa Thorell, 1899
- Megaraneus campbelli Lawrence, 1968

Megaraneus gabonensis, unique représentant du genre Megaraneus, est une espèce d'araignées aranéomorphes de la famille des Araneidae.

## Distribution
Cette espèce se rencontre en Afrique.

## Description
Le mâle décrit par Lawrence en 1968 mesure 5,6 mm et les femelles de 15,5 à 31 mm.

## Étymologie
Son nom d'espèce, composé de gabon et du suffixe latin -ensis, « qui vit dans, qui habite », lui a été donné en référence au lieu de sa découverte, le Gabon.

## Publications originales
- Lucas, 1858 : Aptères. Voyage au Gabon: histoire naturelle des insectes et des arachnides recueillis pendant un voyage fait au Gabon en 1856 et en 1857. Archives entomologiques Thomson, vol. 2, p. 373-445.
- Lawrence, 1968 : Four new spiders from southern Africa (Araneae). Annals of the Natal Museum, vol. 20, p. 109-121 (texte intégral)